# Dicranella trumpffii
Dicranella trumpffii là một loài Rêu trong họ Dicranaceae. Loài này được (Hampe) A. Jaeger mô tả khoa học đầu tiên năm 1872.